# Makula
Makula je vzbrst kože ali sluznice s pigmentacijo, različno od okolice. Makula se nahaja v ravnini kože; ni vbočena ali izbočena in zato ni tipna. Lahko je različnih velikosti, vendar praviloma ni večja od 5 ali 10 mm v premeru, merjeno na področju, kjer je najširša.
Primeri makul so pege, neizbočena materina znamenja, izpuščaj pri rdečkah, ošpicah, nekateri oblike izpuščaja pri alergijskih reakcijah na zdravila ...